# Seema Gavit et Renuka Shinde
Pour les articles homonymes, voir Gavit et Shinde.
Seema Mohan Gavit (née en 1975) et sa demi-sœur aînée Renuka Kiran Shinde (née en 1973) sont des tueuses en série indiennes, reconnues coupables de l’enlèvement et du meurtre de cinq enfants en 2001. Elles ont commis leurs crimes dans leur maison entre juin 1990 et octobre 1996. Elles ont été aussi accusées de l'enlèvement de huit autres enfants et des meurtres de quatre d'entre eux.
Elles risquent d'être les premières femmes à être exécutées depuis que le pays ait acquis son indépendance après que la cour suprême de l'Inde ait rejeté leur appel et les ait condamnées à la peine de mort. Le président Pranab Mukherjee a également rejeté leur dernière demande de grâce.